# Schützenverein Querum
Der Schützenverein Querum von 1874 e. V. ist ein Schützenverein aus dem Braunschweiger Stadtteil Querum. Der Verein bietet neben Bogenschießen auch Druckluft-, Kleinkaliber- und Großkaliber-Schießen an.

## Geschichte
Der Schützenverein Querum wurde am 21. Juni 1874 gegründet. In den 1970er Jahren wurde aus dem traditionellen Schützenverein ein Sportschützenverein.
Die 1973 gegründete Bogengruppe des Vereins gehörte 1997 zu den Gründungsmitgliedern der 1. Bundesliga Bogenschießen des Deutschen Schützenbundes. 2012 gewannen die Querumer Bogenschützen dort zum ersten Mal die Deutsche Mannschaftsmeisterschaft. 2013 konnte der Titel erfolgreich verteidigt werden.
Der ehemalige Vereinspräsident Jürgen Wendt wurde für seine Verdienste im Verein geehrt. Er war 55 Jahre im Vorstand, davon 45 Jahre als Präsident. Während seiner Amtszeit wurde im Verein das Vorderladerschießen sowie der Bogensport eingeführt.

## Bekannte Sportler
- Florian Floto, Olympiateilnehmer 2016, Mannschaftswelt- und Europameister in der Disziplin Recurve-Bogen.[4][5]
- Adolf Kemper, Deutscher Meister im Feldbogenschießen 1974.[6]
- Camilo Mayr, Olympiateilnehmer 2012, ab 2013 beim SV Querum.[7]
- Jens Pieper, Teilnehmer an den Olympischen Spielen 2008 in der Disziplin Recurve-Bogen.
- Bernhard Schulkowski, Olympiateilnehmer 1988 und Polizeiweltmeister.[8]